# François De Rechter
François De Rechter, né le 18 février 1856 à Namur et mort le 13 avril 1932 à Bruxelles, est un ingénieur belge des chemins de fer, inventeur du système qui porte son nom.

## Biographie
François de Rechter est le frère du médecin et juriste Gustave de Rechter et de l'officier Édouard De Rechter ; ils sont les enfants d'Adolphe De Rechter et de Fidelia Pauwels. 
En 1882, François entre aux Chemins de fer de l'État belge. Affecté à Malines, il y améliore le matériel roulant. 
En 1914, il est inspecteur de direction, ayant la charge du matériel de transport.
En 1920, il est inspecteur principal du service du matériel.
En 1921, il entre dans le comité de direction des chemins de fer, dont il devient administrateur.
Photographe amateur, il devient membre de l'Association belge de Photographie en 1891. Son portrait est publié dans le Bulletin de l'Association belge de Photographie l'année suivante.

## Brevets
Il prend plusieurs brevets, seul ou avec son frère cadet Gustave De Rechter (né à Namur en 1861), médecin légiste, directeur de l'école belge de criminologie et de médecine scientifique.
Brevets François De Rechter
Le 28 avril 1888, brevet pour "de nouvelles dispositions des organes de suspension, créés dans le but de faciliter la circulation des véhicules à grand écartement d'essieux, sur les courbes à petits rayons et diminuer les bruits résultants des chocs des pièces qui constituent les appareils de roulement des véhicules".
Le 5 janvier 1892, il prend un nouveau brevet concernant les essieux.
Le 20 décembre 1904 puis le 28 juillet 1906, brevets pour adapter son invention aux motrices électriques.
Le 9 avril 1910, brevet perfectionnant les mains de ressort utilisées dans ses systèmes.
Brevets François et Gustave De Rechter
Le 23 janvier 1897, brevet pour une méthode et un appareil de stérilisation ou de fumage.
Le 1er février 1898, brevet pour un nouveau procédé pour le traitement des peaux destinées à la pelleterie et à la mégisserie.
Le 13 août 1898, brevet pour la séroline (combinaison d'aldéhyde formique en solution aqueuse ou alcoolique à 40% avec 1000 parties de sérum de sang). Elle sert à l'imperméabilisation par dessiccation, à la protection contre la putréfaction, et comme colle.
19 novembre 1904, brevet pour une étuve à formol pour la désinfection en profondeur des objets.